# Palmolive (marque)
Pour les articles homonymes, voir Palmolive.
Palmolive est une marque américaine appartenant à Colgate-Palmolive, offrant une gamme de produits d'hygiène et d'entretien ménager comme des savons, du shampoing, du liquide vaisselle, ou du gel douche. Son nom a été adopté en 1898 et ses produits sont vendus dans différents pays comme les États-Unis et le Canada.

## Histoire

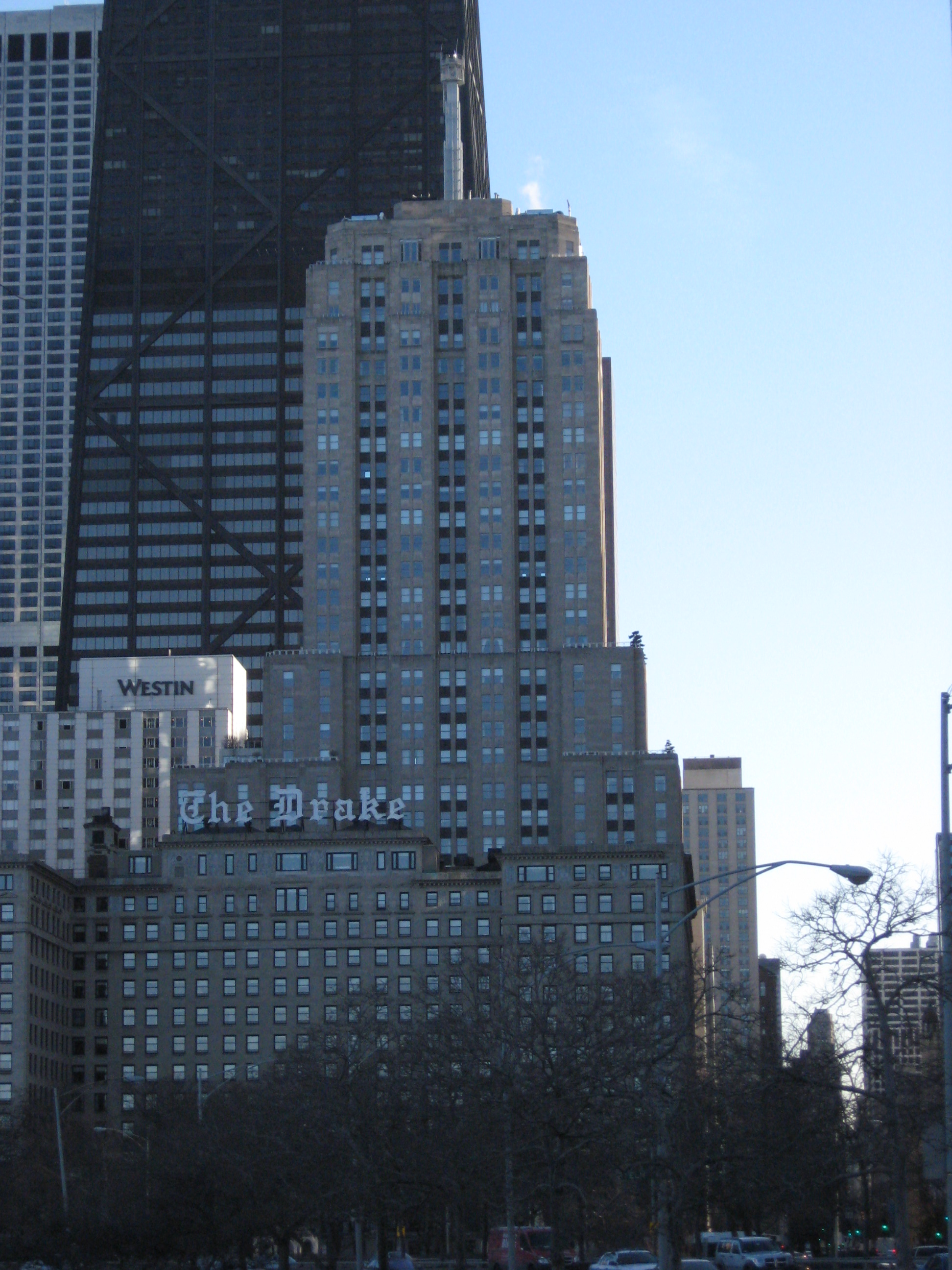
Le Palmolive Building, siège de l'entreprise jusqu'en 1956

En 1864, la B.J. Johnson Soap Company est fondée à Milwaukee, dans le Wisconsin. En 1898, l'entreprise introduit sa gamme de savons Palmolive, des savons créés à partir d'huile de palme et d'olive.
En 1926, elle fusionne avec une compagnie de savon du Missouri, connue sous le nom de Peet Brothers. Le nouvel ensemble est nommé Palmolive-Peet.
En 1928, Palmolive-Peet fusionne avec la compagnie Colgate, créant l'entreprise Colgate-Palmolive-Peet. Son siège social est transféré en 1929 au Palmolive Building, à Chicago.
L'une des techniques de publicité de la compagnie Palmolive était l'heure Palmolive, une émission de radio hebdomadaire qui débuta en 1927 et le Palmolive Beauty Box Theater qui dura de 1934 à 1937.

## Logos

Logo de 1995 à 2015.
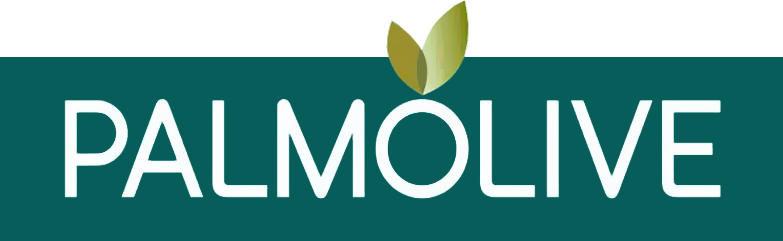
Logo de 2015 à 2019.

## Galerie

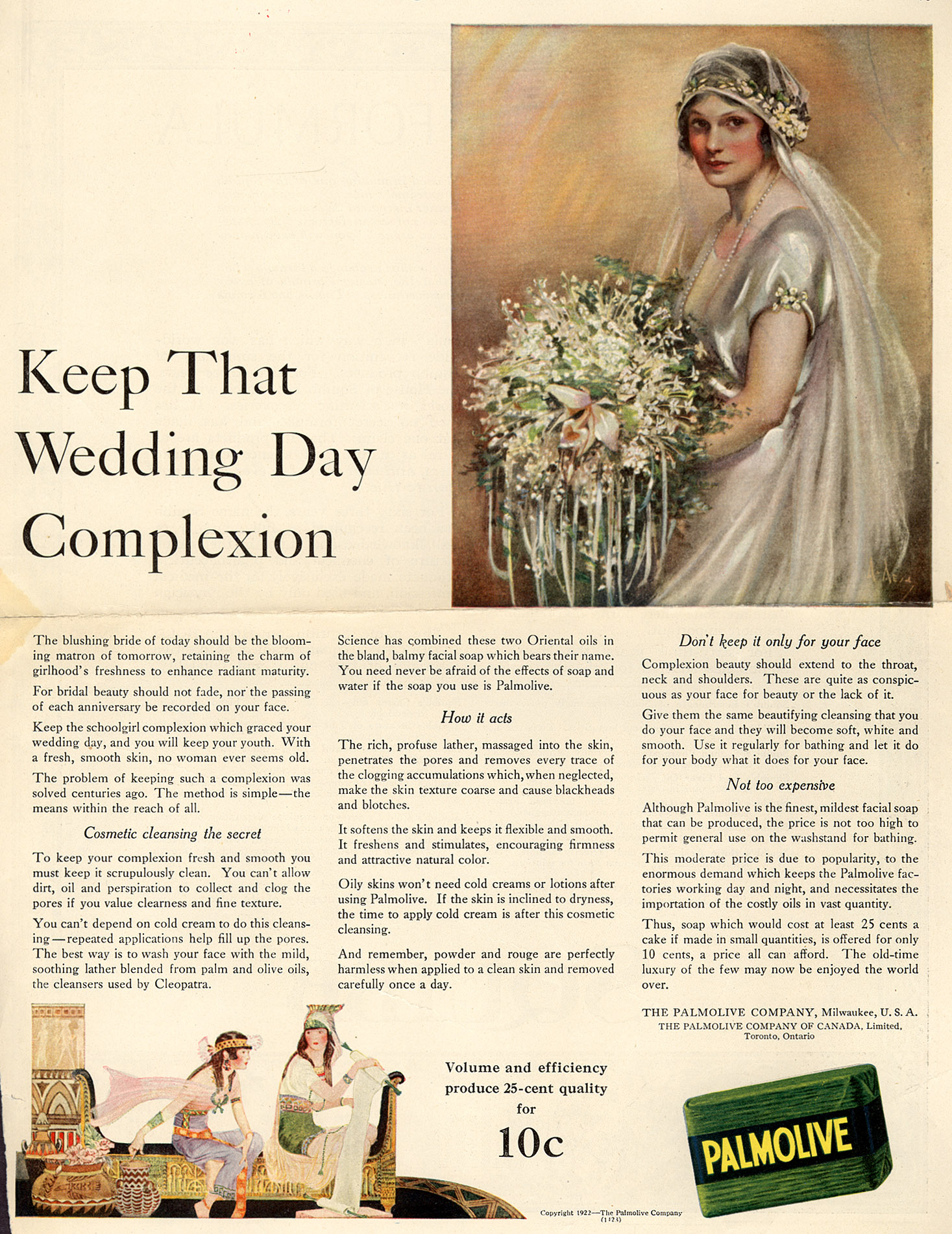
Publicité Palmolive de 1922.
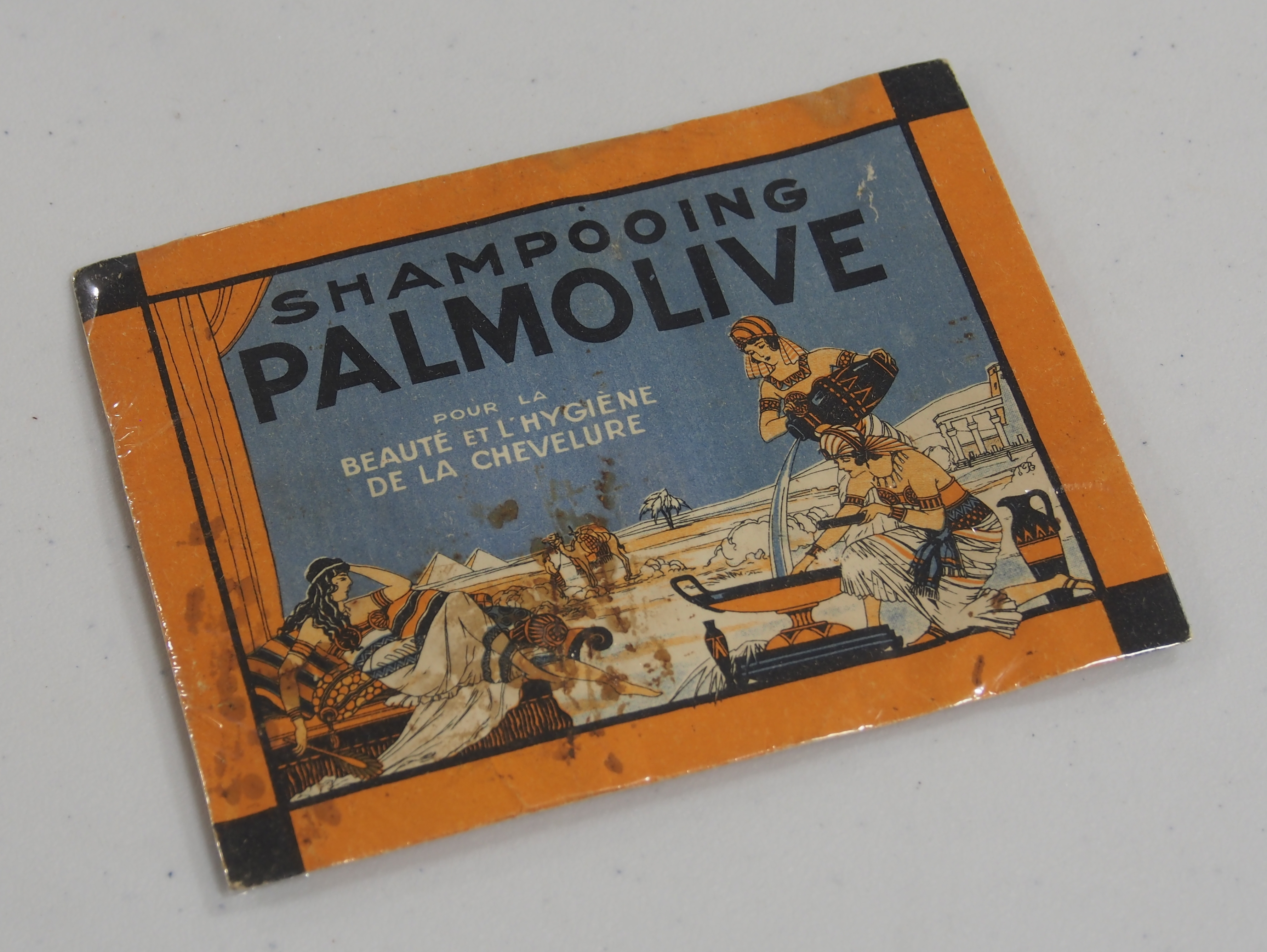
Ancien emballage de Shampoing Palmolive.
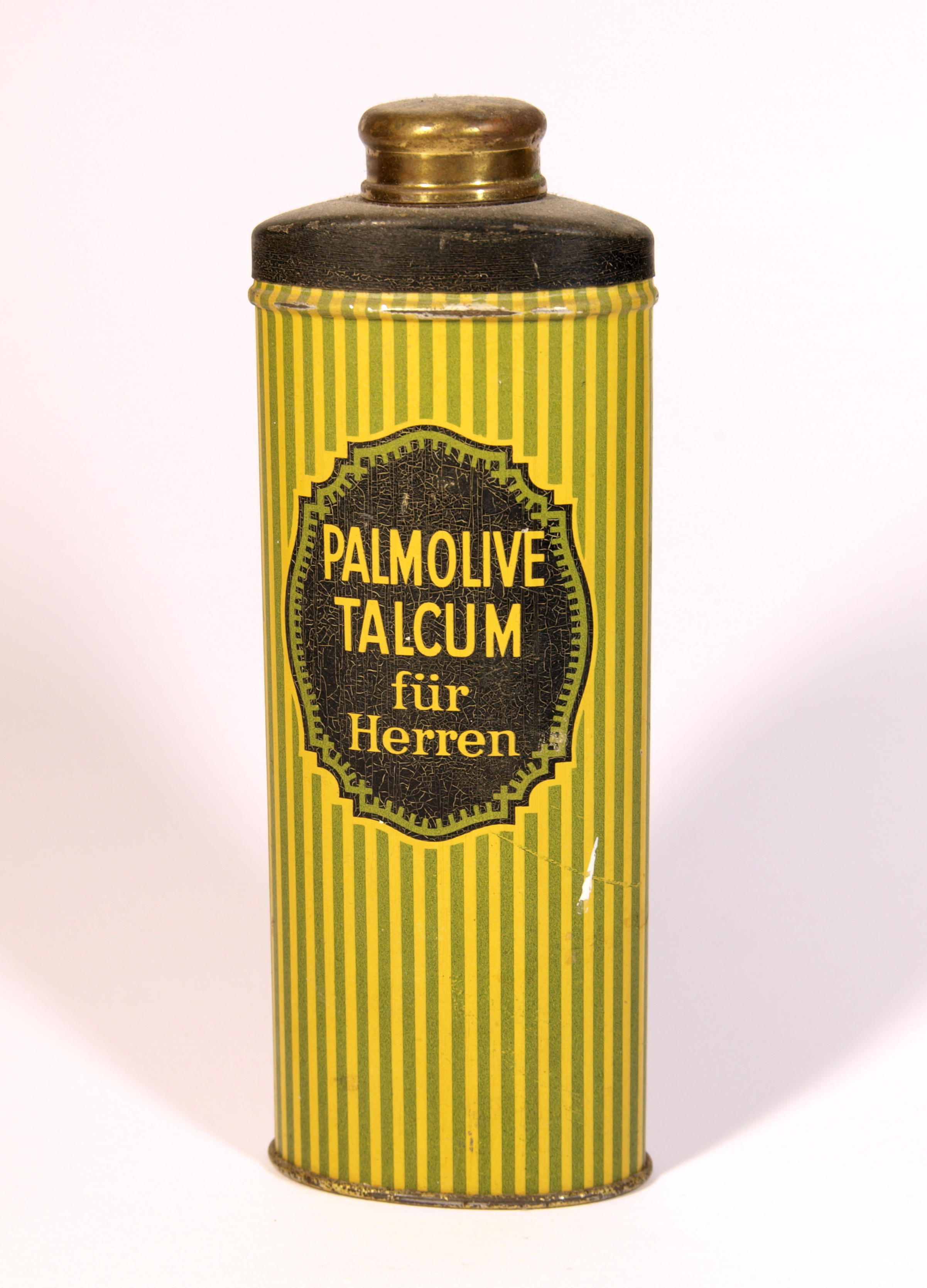
Talc pour hommes Palmolive.
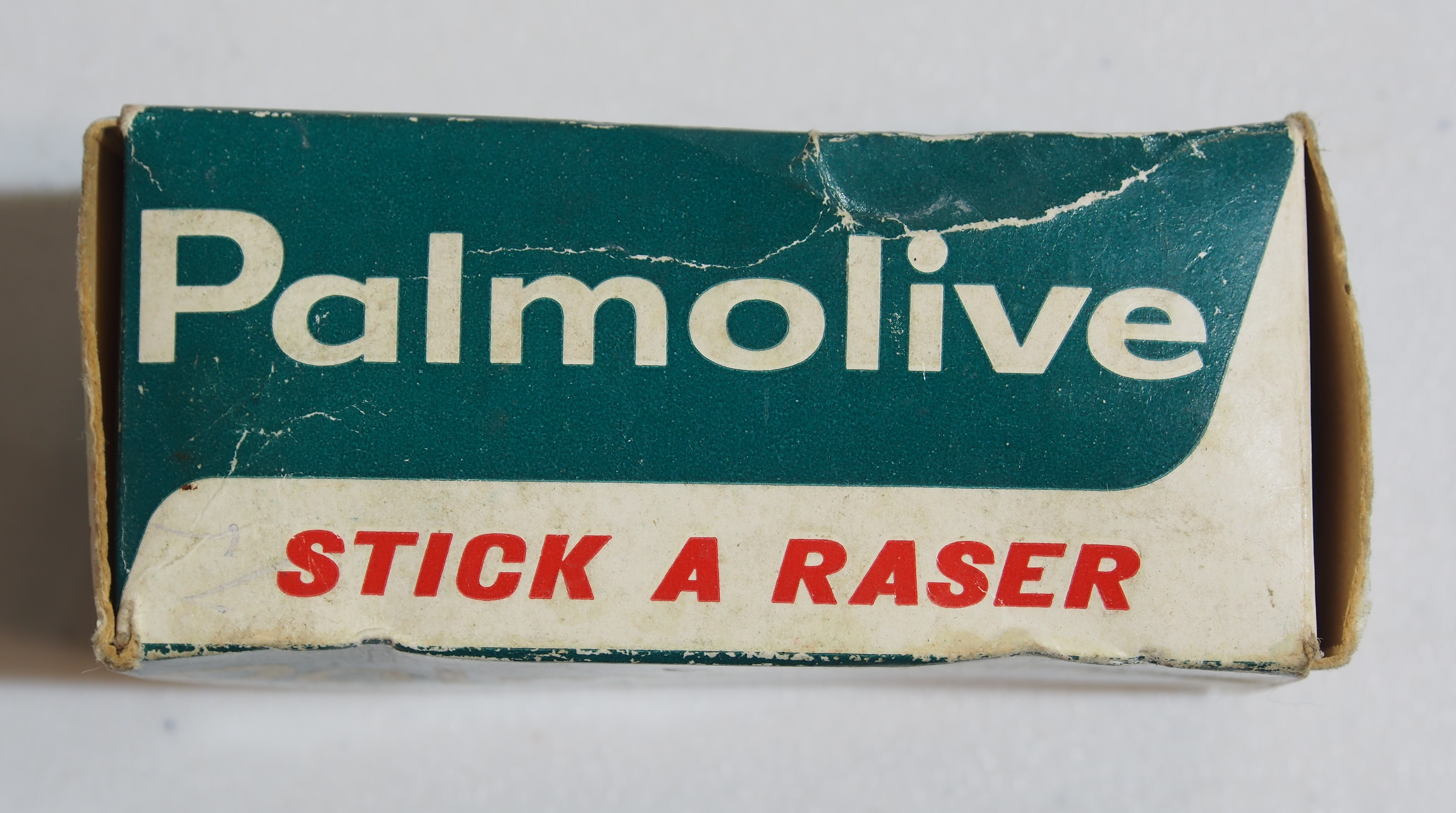
Bâton de rasage Palmolive.
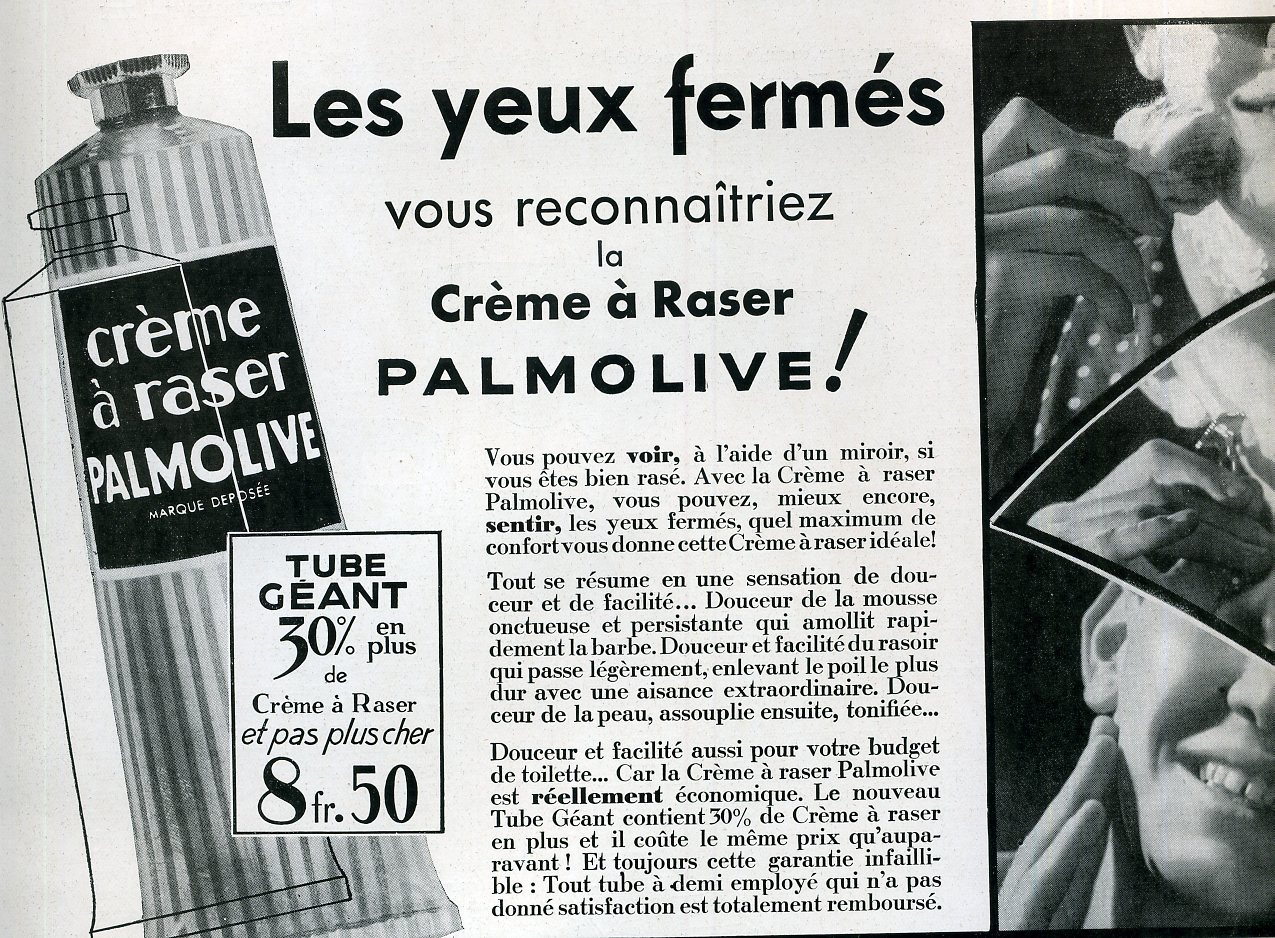
Publicité de 1934 pour la crème à raser Palmolive